# Saison 2012-2013 du Club athlétique Brive Corrèze Limousin
Cette page présente la saison 2012-2013 du Club athlétique Brive Corrèze Limousin. Le club dispute le Championnat de France de Pro D2, qu'il vient d'intégrer à la suite de sa rétrogradation de Top 14.

## La saison

### Pré-saison
En la pré saison, les joueurs du CA Brive effectuent leur stage de reprise au Centre d'entraînement sportif national de Bugeat, comme au cous des deux saisons précédentes. Trois matchs de pré-saison sont au programme.

### Récit de la saison sportive

#### Phase aller
À la suite de la relégation, le président Jean-Jacques Bertrand fixe comme objectif la remontée directe ou au moins une qualification pour les demi-finales d'accession au Top 14. Sportivement, tout est à reconstruire après des années difficiles. Le début de saison 2012-2013 voit le club éprouver des difficultés, notamment à Carcassonne où les brivistes enregistrent une lourde défaite, avant d'être tenus en échec par le Lyon OU à Amédée-Domenech. Par la suite, les Coujoux vont se refaire une santé sur leurs matchs à domicile, où ils peuvent compter sur le soutien indéfectible d'un public resté fidèle malgré la relégation. Ils vont triompher de toutes les équipes se présentant au Stadium: Narbonne, Auch, Massy, Pau, Colomiers, Albi, Aix. En déplacement, les choses restent compliquées dans un championnat très rugueux. Brive ne peut s'imposer qu'à Tarbes, et se fait écraser à Oyonnax at à La Rochelle.

#### Phase retour

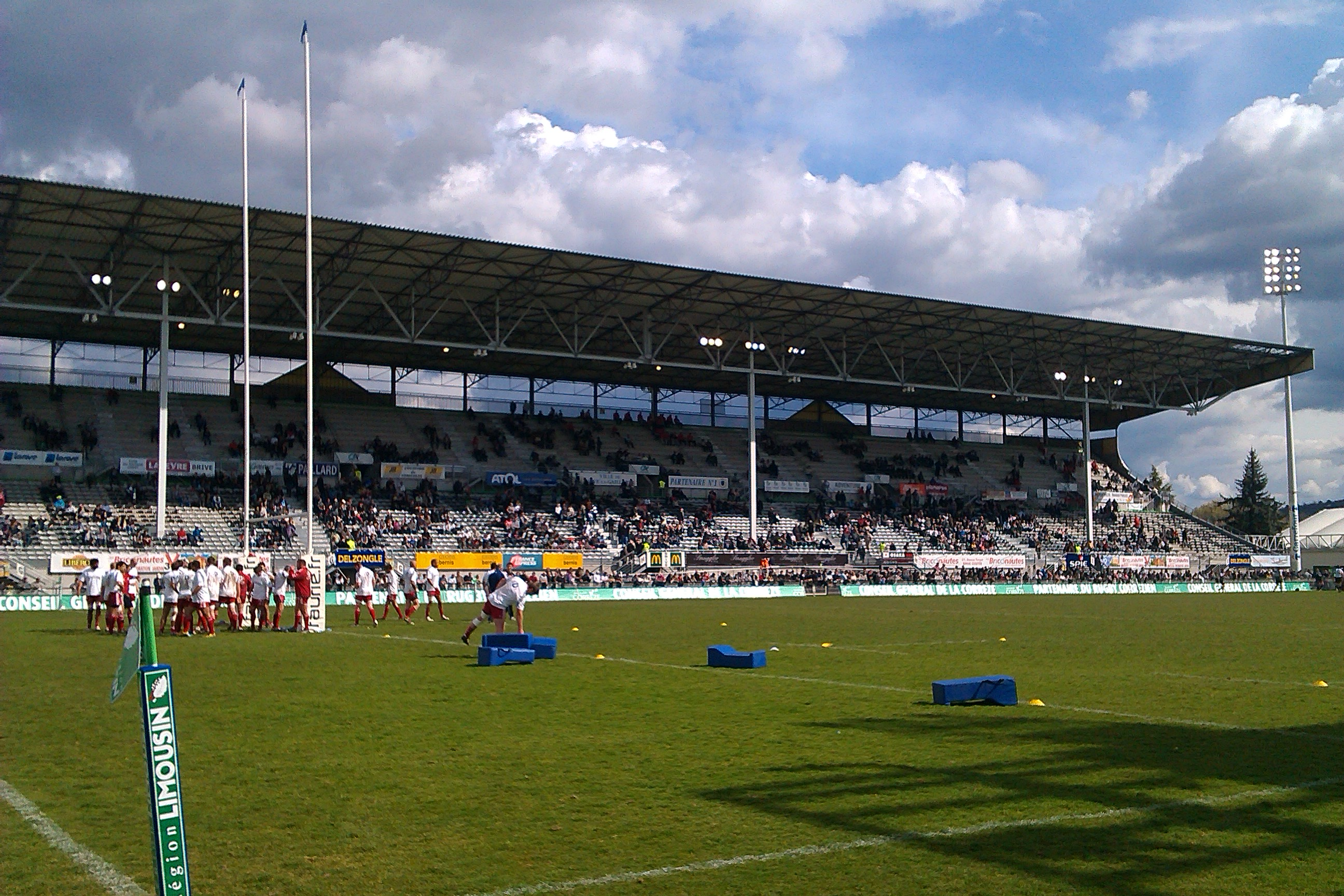
Avec sa victoire bonifiée contre l'US Dax, les Brivistes se rapprochent des phases finales.

La phase retour démarre sur un bon rythme, avec un succès bonifié sur Béziers. Toutefois l'équipe ne va pas tarder à retomber dans ses travers. En janvier 2013, elle est encore battue par l'US Carcassonne, à domicile cette fois. Le CA Brive connait des remous à la suite de cet accroc, et engage peu après cela Philippe Carbonneau dans son staff, en tant qu'entraîneur des lignes arrières. L'entraîneur en chef Nicolas Godignon, délesté de cette tâche, met un peu plus l'accent sur son domaine de prédilection, la défense. Et de fait, l'équipe resserre les boulons, et encaisse dès lors moins d'essais. Le CAB se remet en ordre de marche durant la phase retour. L'accident à domicile face à l'US Carcassonne est vite oublié, les victoires s'enchaînent à nouveau. Le leader incontesté du championnat, l'US Oyonnax est battu au Stadium in extrémis 30-29 lors de la 27e journée. Grâce à ce bon parcours, le club briviste termine second de la phase régulière et se qualifie pour les barrages d'accession au Top 14. En demi-finale, les blanc et noir disposent d'Aurillac (30-14) dans leur Stadium. Le 19 mai 2013, à l’issue d’une finale maîtrisée de bout en bout, le CA Brive bat la Section paloise 30-10 et retrouve l’élite du rugby français un an après l’avoir quittée,. Le retour en Corrèze est triomphal, la ville accueille dans la liesse ses champions. 
L'équipe espoirs remporte le titre de champion de France Espoirs de 2e division.

## Joueurs et encadrement

### Dirigeants
- Jean-Jacques Bertrand, président
- Gérard Bothier,  Simon Gillham,  Max Mamers et  Christian Terrassoux, vice-présidents
- Jean-Pierre Bourliataud, Directeur Général

### Staff technique
- Nicolas Godignon, entraineur en chef
- Didier Casadeï, entraîneur des avants
- Philippe Carbonneau, entraîneur des arrières (arrivé en janvier 2013)[6]

### Effectif 2012-2013
| Nom                    | Poste            | Naissance         | Nationalité sportive | Sélections (points marqués) | Dernier club               | Arrivée au club (année) |
| ---------------------- | ---------------- | ----------------- | -------------------- | --------------------------- | -------------------------- | ----------------------- |
| Louis Acosta           | Talonneur        | 25 mai 1991       | France               | -                           | Formé au club              | Formé au club           |
| François Da Ros        | Talonneur        | 29 septembre 1983 | France               | -                           | Aviron bayonnais           | 2012                    |
| Irakli Natriashvili    | Talonneur        | 25 janvier 1984   | Géorgie              |                             | Farul Constanta            | 2011                    |
| Guillaume Ribes        | Talonneur        | 18 novembre 1984  | France               | -                           | RC Toulon                  | 2009                    |
| Patrick Barnard        | Pilier           | 3 juillet 1981    | Afrique du Sud       | -                           | London Wasps               | 2009                    |
| Alexandre Barozzi      | Pilier           | 31 octobre 1986   | France               | -                           | Biarritz olympique         | 2011                    |
| Johannes Coetzee       | Pilier           | 14 mars 1988      | Afrique du Sud       | -                           | Racing Métro 92            | 2012                    |
| Pablo Henn             | Pilier           | 15 juillet 1982   | Argentine            |                             | US Montauban               | 2008                    |
| Davit Khinchaguishvili | Pilier           | 24 juillet 1982   | Géorgie              |                             | CS Bourgoin-Jallieu        | 2008                    |
| Victor Laval           | Pilier           | 27 novembre 1989  | France               | -                           | Formé au club              | Formé au club           |
| Damien Lavergne        | Pilier           | 15 décembre 1991  | France               | -                           | Formé au club              | Formé au club           |
| Goderdzi Shvelidze     | Pilier           | 17 avril 1978     | Géorgie              |                             | Montpellier Hérault rugby  | 2012                    |
| Olivier Caisso         | Deuxième ligne   | 17 décembre 1985  | France               | -                           | Colomiers rugby            | 2011                    |
| Julien Le Devedec      | Deuxième ligne   | 4 juin 1986       | France               | -                           | Stade toulousain           | 2010                    |
| Arnaud Méla            | Deuxième ligne   | 19 janvier 1980   | France               |                             | SC Albi                    | 2008                    |
| Retief Uys             | Deuxième ligne   | 22 février 1979   | Afrique du Sud       | -                           | RC Narbonne                | 2009                    |
| Simon Azoulai          | Troisième ligne  | 15 juin 1980      | France               | -                           | Union Bordeaux Bègles      | 2003                    |
| Hugues Briatte         | Troisième ligne  | 11 mars 1990      | France               | -                           | Stade français Paris rugby | 2012                    |
| Petrus Hauman          | Troisième ligne  | 7 mai 1987        | Afrique du Sud       | -                           | Stade Aurillacois          | 2011                    |
| Saïd Hireche           | Troisième ligne  | 27 mai 1985       | Algérie France       |                             | Stade Aurillacois          | 2012                    |
| Poutasi Luafutu        | Troisième ligne  | 2 décembre 1987   | Australie            | -                           | Queensland Reds            | 2011                    |
| Dominiko Waqaniburotu  | Troisième ligne  | 20 avril 1986     | Fidji                |                             | Waikato Chiefs             | 2012                    |
| Mike Blair             | Demi de mêlée    | 20 avril 1981     | Écosse               |                             | Edinburgh Rugby            | 2012                    |
| Nicolas Faltrept       | Demi de mêlée    | 25 juin 1991      | France               | -                           | Formé au club              | Formé au club           |
| Romain Kuziolek        | Demi de mêlée    | 3 mai 1991        | France               | -                           | Formé au club              | Formé au club           |
| Jean-Baptiste Péjoine  | Demi de mêlée    | 17 juillet 1980   | France               | -                           | Stade bordelais            | 2001                    |
| Thomas Laranjeira      | Demi d'ouverture | 5 mai 1992        | France               | -                           | Formé au club              | Formé au club           |
| Benjamin Caminati      | Demi d'ouverture | 12 octobre 1989   | France               | -                           | Formé au club              | Formé au club           |
| Romain Sola            | Demi d'ouverture | 29 octobre 1987   | France               | -                           | CS Bourgoin-Jallieu        | 2012                    |
| Arnaud Mignardi        | 3/4 centre       | 1er novembre 1986 | France               |                             | Biarritz olympique         | 2011                    |
| Baptiste Delage        | 3/4 centre       | 27 août 1991      | France               | -                           | Formé au club              | Formé au club           |
| Yann Fior              | 3/4 centre       | 19 juin 1986      | France               | -                           | Biarritz olympique         | 2011                    |
| Jamie Noon             | 3/4 centre       | 9 mai 1979        | Angleterre           |                             | Newcastle Falcons          | 2009                    |
| Riaan Swanepoel        | 3/4 centre       | 14 janvier 1986   | Afrique du Sud       | -                           | ASM Clermont Auvergne      | 2011                    |
| Guillaume Namy         | 3/4 aile         | 3 avril 1989      | France               | -                           | Formé au club              | Formé au club           |
| Sevanaia Galala        | 3/4 aile         | 29 janvier 1993   | Fidji                | -                           | Formé au club              | Formé au club           |
| Malakai Bakaniceva     | 3/4 aile         | 6 mai 1985        | Fidji                | -                           | Tarbes Pyrénées rugby      | 2012                    |
| Jacques Boussuge       | 3/4 aile         | 15 mai 1985       | France               | -                           | Bath                       | 2011                    |
| Léo Griffoul           | 3/4 aile         | 22 septembre 1989 | France               | -                           | RC Narbonne                | 2012                    |
| Julien Caminati        | Arrière          | 28 octobre 1985   | France               | -                           | Rugby Nice Côte d'Azur     | 2010                    |
| Laurent Ferrères       | Arrière          | 30 août 1980      | France               | -                           | Union Bordeaux Bègles      | 2012                    |

## Calendrier
| Date du match      | Domicile              | Extérieur             | Score | Lieu du match                  | Catégorie             | Classement | Diffuseur                     |
| ------------------ | --------------------- | --------------------- | ----- | ------------------------------ | --------------------- | ---------- | ----------------------------- |
| 26 août 2012       | AS Béziers            | CA Brive              | 20-27 | Stade de la Méditerranée       | 1re journée de Pro D2 | 4          | Sport+                        |
| 1er septembre 2012 | US Carcassonne        | CA Brive              | 34-14 | Stade Albert-Domec             | 2e journée de Pro D2  | 10         |                               |
| 9 septembre 2012   | CA Brive              | Lyon OU               | 19-19 | Stade Amédée Domenech          | 3e journée de Pro D2  | 12         | Eurosport                     |
| 16 septembre 2012  | CA Brive              | RC Narbonne           | 24-16 | Stade Amédée Domenech          | 4e journée de Pro D2  | 9          |                               |
| 24 septembre 2012  | Stade aurillacois     | CA Brive              | 27-20 | Stade Jean-Alric               | 5e journée de Pro D2  | 10         | Sport+                        |
| 6 octobre 2012     | CA Brive              | FC Auch               | 16-11 | Stade Amédée Domenech          | 6e journée de Pro D2  | 9          |                               |
| 13 octobre 2012    | CA Brive              | RC Massy              | 30-3  | Stade Amédée Domenech          | 7e journée de Pro D2  | 6          |                               |
| 20 octobre 2012    | Tarbes PR             | CA Brive              | 15-26 | Stade Maurice Trélut           | 8e journée de Pro D2  | 4          |                               |
| 27 octobre 2012    | CA Brive              | Section paloise       | 22-18 | Stade Amédée Domenech          | 9e journée de Pro D2  | 3          |                               |
| 3 novembre 2012    | US Dax                | CA Brive              | 21-20 | Stade Maurice-Boyau            | 10e journée de Pro D2 | 3          |                               |
| 17 novembre 2012   | CA Brive              | Colomiers rugby       | 33-12 | Stade Amédée Domenech          | 11e journée de Pro D2 | 2          |                               |
| 25 novembre 2012   | US Oyonnax            | CA Brive              | 40-19 | Stade Charles-Mathon           | 12e journée de Pro D2 | 4          | Sport+                        |
| 2 décembre 2012    | CA Brive              | SC Albi               | 24-10 | Stade Amédée Domenech          | 13e journée de Pro D2 | 4          | Sport+                        |
| 9 décembre 2012    | Stade rochelais       | CA Brive              | 36-16 | Stade Marcel-Deflandre         | 14e journée de Pro D2 | 6          | Eurosport                     |
| 16 décembre 2012   | CA Brive              | Pays d'Aix rugby club | 24-8  | Stade Amédée Domenech          | 15e journée de Pro D2 | 5          |                               |
| 23 décembre 2012   | CA Brive              | AS Béziers            | 28-3  | Stade Amédée Domenech          | 16e journée de Pro D2 | 3          | Sport+                        |
| 13 janvier 2013    | CA Brive              | US Carcassonne        | 16-22 | Stade Amédée Domenech          | 17e journée de Pro D2 | 5          | Sport+                        |
| 20 janvier 2013    | Lyon OU               | CA Brive              | 17-17 | Matmut Stadium                 | 18e journée de Pro D2 | 5          | Sport+                        |
| 27 janvier 2013    | RC Narbonne           | CA Brive              | 28-17 | Parc des sports et de l'amitié | 19e journée de Pro D2 | 5          | -                             |
| 10 février 2013    | CA Brive              | Stade aurillacois     | 13-9  | Stade Amédée Domenech          | 20e journée de Pro D2 | 5          | Eurosport                     |
| 16 février 2013    | FC Auch               | CA Brive              | 16-22 | Stade Jacques-Fouroux          | 21e journée de Pro D2 | 5          |                               |
| 2 mars 2013        | RC Massy              | CA Brive              | 15-17 | Stade Jules Ladoumègue         | 22e journée de Pro D2 | 4          |                               |
| 9 mars 2013        | CA Brive              | Tarbes PR             | 30-10 | Stade Amédée Domenech          | 23e journée de Pro D2 | 4          |                               |
| 17 mars 2013       | Section paloise       | CA Brive              | 12-9  | Stade du Hameau                | 24e journée de Pro D2 | 4          | Sport+, France 3              |
| 24 mars 2013       | CA Brive              | US Dax                | 26-14 | Stade Amédée Domenech          | 25e journée de Pro D2 | 4          |                               |
| 7 avril 2013       | Colomiers rugby       | CA Brive              | 16-18 | Stade Michel-Bendichou         | 26e journée de Pro D2 | 4          |                               |
| 13 avril 2013      | CA Brive              | US Oyonnax            | 30-29 | Stade Amédée Domenech          | 27e journée de Pro D2 | 3          | Eurosport                     |
| 20 avril 2013      | SC Albi               | CA Brive              | 16-20 | Stadium municipal, Albi        | 28e journée de Pro D2 | 3          |                               |
| 27 avril 2013      | CA Brive              | Stade rochelais       | 31-10 | Stade Amédée Domenech          | 29e journée de Pro D2 | 2          | Eurosport                     |
| 4 mai 2013         | Pays d'Aix rugby club | CA Brive              | 25-30 | Stade Maurice-David            | 30e journée de Pro D2 | 2          | Eurosport                     |
| 12 mai 2013        | CA Brive              | Stade aurillacois     | 30-14 | Stade Amédée Domenech          | Demi-finale de Pro D2 | Qualifié   | Sport+, France 3              |
| 19 mai 2013        | CA Brive              | Section paloise       | 30-10 | Stade Jacques-Chaban-Delmas    | Finale de Pro D2      | Vainqueur  | Sport+, France 3 et Eurosport |

## Détails des matchs

### 1/2 finale Pro D2
Avec 20 victoires, 2 nuls et 8 défaites, le CA Brive termine la saison régulière à la 2e place derrière l'US Oyonnax lui permettant d'être qualifié pour la phase finale permettant au vainqueur de s'adjuger la place restante pour l'accession en Top 14. Si le CAB Brive ne possède que la 8e attaque du championnat avec 658 points il termine 2e défensivement en encaissant 532 points.  

Pour la demi-finale, le CA Brive est opposé à son voisin Auvergnat le Stade aurillacois classé 5e.

### Finale Pro D2
Pour la finale, le CA Brive est opposé à la Section paloise qui a terminé à la 3e de la phase régulière et éliminé le Stade rochelais, 30-16, lors de sa demi-finale.

## Statistiques

### Statistiques collectives
| Rang | Club                               | J  | V  | N | D  | Bo | Bd | Pm  | Pe  | Diff | Pts |
| ---- | ---------------------------------- | -- | -- | - | -- | -- | -- | --- | --- | ---- | --- |
| 1    | Oyonnax Rugby                      | 30 | 24 | 1 | 5  | 10 | 3  | 877 | 536 | +341 | 111 |
| 2    | CA Brive                           | 30 | 20 | 2 | 8  | 6  | 4  | 658 | 532 | +126 | 94  |
| 3    | Section paloise                    | 30 | 20 | 1 | 9  | 5  | 6  | 725 | 519 | +206 | 93  |
| 4    | Stade rochelais                    | 30 | 19 | 0 | 11 | 6  | 5  | 718 | 569 | +149 | 87  |
| 5    | Stade aurillacois                  | 30 | 19 | 1 | 10 | 0  | 4  | 680 | 643 | +37  | 82  |
| 6    | Stado Tarbes PR                    | 30 | 17 | 1 | 12 | 5  | 5  | 695 | 625 | +70  | 80  |
| 7    | US Carcassonne                     | 30 | 15 | 1 | 14 | 3  | 9  | 640 | 595 | +45  | 74  |
| 8    | Lyon OU                            | 30 | 13 | 3 | 14 | 6  | 8  | 696 | 585 | +111 | 72  |
| 9    | RC Narbonne                        | 30 | 14 | 2 | 14 | 0  | 9  | 610 | 593 | +17  | 69  |
| 10   | Colomiers Rugby                    | 30 | 13 | 2 | 15 | 2  | 8  | 568 | 615 | -47  | 66  |
| 11   | SC Albi                            | 30 | 12 | 1 | 17 | 1  | 8  | 580 | 630 | -50  | 59  |
| 12   | AS Béziers                         | 30 | 10 | 1 | 19 | 1  | 8  | 534 | 742 | -208 | 51  |
| 13   | FC Auch                            | 30 | 8  | 3 | 19 | 1  | 11 | 442 | 612 | -170 | 50  |
| 14   | US Dax                             | 30 | 10 | 1 | 19 | 2  | 5  | 567 | 708 | -141 | 49  |
| 15   | voir {{Chemin équipes rugby à XV}} | 30 | 9  | 0 | 21 | 2  | 7  | 552 | 774 | -222 | 45  |
| 16   | RC Massy (P)                       | 30 | 6  | 2 | 22 | 0  | 9  | 598 | 848 | -250 | 37  |

### Statistiques individuelles

#### Statistiques par joueur
(Tableau à jour au 20 mai 2013)
| Joueur                 | Poste                    | TJ   | Tit. | Rem. | E | T  | P  | D | CJ | CR |
| ---------------------- | ------------------------ | ---- | ---- | ---- | - | -- | -- | - | -- | -- |
| Louis Acosta           | Talonneur                | 331  | 4    | 7    | 1 | -  | -  | - | -  | -  |
| Irakli Natriashvili    | Talonneur                | 781  | 5    | 19   | 3 | -  | -  | - | -  | -  |
| Guillaume Ribes        | Talonneur                | 560  | 8    | 1    | 2 | -  | -  | - | -  | -  |
| François Da Ros        | Talonneur                | 910  | 15   | 2    | - | -  | -  | - | -  | -  |
| Victor Laval           | Pilier                   | 192  | 1    | 6    | - | -  | -  | - | -  | -  |
| Damien Lavergne        | Pilier                   | 291  | 2    | 7    | - | -  | -  | - | -  | -  |
| Patrick Barnard        | Pilier                   | 827  | 10   | 11   | 2 | -  | -  | - | 1  | -  |
| Johannes Coetzee       | Pilier                   | 1216 | 16   | 11   | - | -  | -  | - | -  | -  |
| Pablo Henn             | Pilier                   | 309  | 3    | 6    | - | -  | -  | - | -  | -  |
| Goderdzi Shvelidze     | Pilier                   | 1183 | 15   | 15   | - | -  | -  | - | 3  | -  |
| Davit Khinchaguishvili | Pilier                   | 1032 | 15   | 5    | - | -  | -  | - | 2  | -  |
| Alexandre Barozzi      | Pilier                   | 200  | 2    | 5    | - | -  | -  | - | 1  | -  |
| Olivier Caisso         | Deuxième ligne           | 1160 | 12   | 20   | 1 | -  | -  | - | 1  | -  |
| Julien Le Devedec      | Deuxième ligne           | 1660 | 22   | 4    | 2 | -  | -  | - | -  | -  |
| Arnaud Méla            | Deuxième ligne           | 1518 | 20   | 5    | - | -  | -  | - | -  | 1  |
| Retief Uys             | Deuxième ligne           | 1019 | 15   | 1    | - | -  | -  | - | 2  | -  |
| Simon Azoulai          | Troisième ligne          | 312  | 4    | 6    | - | -  | -  | - | -  | -  |
| Saïd Hireche           | Troisième ligne          | 1590 | 19   | 8    | - | -  | -  | - | 3  | -  |
| Petrus Hauman          | Troisième ligne          | 1529 | 20   | -    | 3 | -  | -  | - | 2  | -  |
| Dominiko Waqaniburotu  | Troisième ligne          | 1253 | 16   | 4    | 2 | -  | -  | - | 1  | -  |
| Hugues Briatte         | Troisième ligne          | 455  | 4    | 9    | - | -  | -  | - | -  | -  |
| Poutasi Luafutu        | Troisième ligne          | 2298 | 28   | 4    | 4 | -  | -  | - | 1  | -  |
| Nicolas Faltrept       | Demi de mêlée            | 24   | -    | 2    | - | -  | -  | - | 1  | -  |
| Mike Blair             | Demi de mêlée            | 1137 | 14   | 10   | 1 | -  | -  | - | -  | -  |
| Jean-Baptiste Péjoine  | Demi de mêlée            | 1409 | 18   | 11   | 2 | -  | -  | - | 1  | -  |
| Romain Kuziolek        | Demi de mêlée            | 14   | -    | 2    | - | -  | -  | - | -  | -  |
| Romain Sola            | Demi d'ouverture         | 1703 | 23   | 7    | 2 | 5  | 15 | 2 | -  | -  |
| Thomas Laranjeira      | Demi d’ouverture         | 1092 | 11   | 14   | 1 | 14 | 19 | 2 | -  | -  |
| Benjamin Caminati      | Demi d’ouverture         | 2    | -    | 1    | - | -  | -  | - | -  | -  |
| Arnaud Mignardi        | Centre                   | 1900 | 24   | 7    | 2 | -  | -  | - | 1  | -  |
| Baptiste Delage        | Centre                   | 153  | 2    | 2    | - | -  | -  | - | -  | -  |
| Yann Fior              | Centre                   | 118  | 2    | 1    | - | -  | -  | - | -  | -  |
| Jamie Noon             | Centre                   | 1317 | 14   | 11   | 3 | -  | -  | - | 1  | -  |
| Riaan Swanepoel        | Centre, Demi d'ouverture | 1775 | 24   | 2    | 1 | 2  | 7  | 1 | 1  | -  |
| Guillaume Namy         | 3/4 aile                 | 1503 | 19   | 1    | 8 | -  | -  | - | -  | -  |
| Sevanaia Galala        | Ailier                   | 790  | 10   | 2    | 2 | -  | -  | - | 1  | -  |
| Malakai Radikedike     | Ailier                   | 413  | 6    | -    | 1 | -  | -  | - | 2  | -  |
| Jacques Boussuge       | Ailier                   | 613  | 8    | 3    | 2 | -  | -  | - | -  | -  |
| Léo Griffoul           | Ailier, Arrière          | 311  | 4    | -    | - | -  | -  | - | -  | 1  |
| Julien Caminati        | Ailier, arrière          | 1797 | 22   | 3    | 8 | 25 | 55 | - | 2  | -  |
| Laurent Ferrères       | Arrière                  | 1857 | 23   | 5    | 3 | -  | 1  | 2 | 2  | -  |

#### Statistiques par réalisateur
| Rang | Joueur            | Poste                        | Points | Essais | Transf. | Pén. | Drops |
| ---- | ----------------- | ---------------------------- | ------ | ------ | ------- | ---- | ----- |
| 1    | Julien Caminati   | Ailier, Arrière              | 255    | 8      | 25      | 55   | -     |
| 2    | Thomas Laranjeira | Demi d'ouverture             | 96     | 1      | 14      | 19   | 2     |
| 3    | Romain Sola       | Demi d'ouverture             | 71     | 2      | 5       | 15   | 2     |
| 4    | Guillaume Namy    | Ailier                       | 40     | 8      | -       | -    | -     |
| 5    | Riaan Swanepoel   | 3/4 centre, Demi d'ouverture | 32     | 1      | -       | 8    | 1     |
| 6    | Laurent Ferrères  | Arrière                      | 24     | 3      | -       | 1    | 2     |

#### Statistiques par marqueur
| Rang | Joueur           | Poste                | Essais |
| ---- | ---------------- | -------------------- | ------ |
| 1    | Julien Caminati  | Ailier, Arrière      | 8      |
| -    | Guillaume Namy   | Ailier               | 8      |
| 3    | Poutasi Luafutu  | Troisième ligne aile | 4      |
| 4    | Laurent Ferrères | Arrière              | 3      |
| -    | Petrus Hauman    | Troisième ligne aile | 3      |
| -    | Jamie Noon       | 3/4 centre           | 3      |

### Affluences
Lors de la saison 2012-2013, les affluences au Stade Amédée Domenech, sont moindres que les saisons précédentes, compte tenu de la rétrogradation que le club vient de connaître. Le taux de fréquentation reste tout de même important, avec 107 525 spectateurs durant la phase régulière, ce qui place le CA Brive à la deuxième place des affluences. (avec une moyenne de 7168 spectateurs par match).
Affluences du CA Brive à domicile

## Feuilles de match
1. ↑  « Feuille de match AS Béziers - CA Brive », sur lnr.fr (consulté le 28 août 2012).
2. ↑  « Feuille de match US Carcassonne - CA Brive », sur lnr.fr (consulté le 5 septembre 2012).
3. ↑  « Feuille de match CA Brive - Lyon OU », sur lnr.fr (consulté le 12 septembre 2012).
4. ↑  « Feuille de match CA Brive - RC Narbonne », sur lnr.fr (consulté le 19 septembre 2012).
5. ↑  « Feuille de match Stade aurillacois - CA Brive », sur lnr.fr (consulté le 26 septembre 2012).
6. ↑  « Feuille de match CA Brive - FC Auch », sur lnr.fr (consulté le 10 octobre 2012).
7. ↑  « Feuille de match CA Brive - RC Massy », sur lnr.fr (consulté le 15 octobre 2012).
8. ↑  « Feuille de match Tarbes PR - CA Brive », sur lnr.fr (consulté le 22 octobre 2012).
9. ↑  « Feuille de match CA Brive - Section paloise », sur lnr.fr (consulté le 28 octobre 2012).
10. ↑  « Feuille de match US Dax - CA Brive », sur lnr.fr (consulté le 4 novembre 2012).
11. ↑  « Feuille de match CA Brive - Colomiers rugby », sur lnr.fr (consulté le 19 novembre 2012).
12. ↑  « Feuille de match US Oyonnax - CA Brive », sur lnr.fr (consulté le 26 novembre 2012).
13. ↑  « Feuille de match CA Brive - SC Albi », sur lnr.fr (consulté le 4 décembre 2012).
14. ↑  « Feuille de match Stade rochelais - CA Brive », sur lnr.fr (consulté le 11 décembre 2012).
15. ↑  « Feuille de match CA Brive - Pays d'Aix », sur lnr.fr (consulté le 18 décembre 2012).
16. ↑  « Feuille de match CA Brive - AS Béziers », sur lnr.fr (consulté le 26 décembre 2012).
17. ↑  « Feuille de match CA Brive - US Carcassonne », sur lnr.fr (consulté le 15 janvier 2013).
18. ↑  « Feuille de match Lyon OU - CA Brive », sur lnr.fr (consulté le 22 janvier 2013).
19. ↑  « Feuille de match RC Narbonne - CA Brive », sur lnr.fr (consulté le 28 janvier 2013).
20. ↑  « Feuille de match CA Brive - Stade aurillacois », sur lnr.fr (consulté le 13 février 2013).
21. ↑  « Feuille de match FC Auch - CA Brive », sur lnr.fr (consulté le 18 février 2013).
22. ↑  « Feuille de match RC Massy - CA Brive », sur lnr.fr (consulté le 3 mars 2013).
23. ↑  « Feuille de match CA Brive - Tarbes PR », sur lnr.fr (consulté le 13 mars 2013).
24. ↑  « Feuille de match Section paloise - CA Brive », sur lnr.fr (consulté le 18 mars 2013).
25. ↑  « Feuille de match CA Brive - US Dax », sur lnr.fr (consulté le 28 mars 2013).
26. ↑  « Feuille de match Colomiers rugby - CA Brive », sur lnr.fr (consulté le 10 avril 2013).
27. ↑  « Feuille de match CA Brive - US Oyonnax », sur lnr.fr (consulté le 15 avril 2013).
28. ↑  « Feuille de match SC Albi - CA Brive », sur lnr.fr (consulté le 21 avril 2013).
29. ↑  « Feuille de match CA Brive - Stade rochelais », sur lnr.fr (consulté le 28 avril 2013).
30. ↑  « Feuille de match Pays d'Aix - CA Brive », sur lnr.fr (consulté le 6 mai 2013).